# 错卧莫
错卧莫（藏語：མཚོ་འོག་མ།，威利转写：mtsho 'og ma，THL：Tso Okma）位于中国西藏自治区日喀则市昂仁县境内，地处昂仁县东部，冈底斯山一断陷盆地内。湖面海拔4970米，面积22.1平方公里。湖东岸有一半岛伸入湖心，湖中有一面积约0.1平方公里的小岛，高出湖面36米。湖区年均气温2℃左右，年均降水量300～400毫米。湖水主要靠地表径流补给，集水区面积159.9平方公里。